# Dichapetalaceae
Die Dichapetalaceae sind eine Pflanzenfamilie in der Ordnung der Malpighienartigen (Malpighiales). Sie umfasst drei Gattungen mit rund 240 Arten, die annähernd pantropisch verbreitet sind.

## Beschreibung

### Vegetative Merkmale
Die Arten der Familie Dichapetalaceae sind verholzende Pflanzen; selten Bäume, meist Sträucher, Halbsträucher oder Lianen.
Die wechselständig und spiralig angeordneten Laubblätter sind in Blattstiel und -spreite gegliedert. Die einfache Blattspreite ist krautig bis ledrig, ganzrandig und fiedernervig. Die Stomata sind paracytisch. Die Nebenblätter sind üblicherweise hinfällig.

### Generative Merkmale
Die Blüten stehen in scheintraubig-zymösen, annähernd köpfchenförmigen oder faszikelartigen Blütenständen zusammen. Die Blütenstände sind achselständig an sehr kurzen Blütenstandschäften oder häufig auch mit dem Blattstiel, selten sogar mit der Mittelrippe des Blattes verwachsen. Es sind kleine Trag- und Vorblätter vorhanden.
Die sehr kleinen Blüten sind meist zwittrig, sehr selten eingeschlechtig, radiärsymmetrisch bis schwach zygomorph und selten vier-, meistens fünfzählig mit doppelter Blütenhülle (Perianth). Wenn die Blüten eingeschlechtig sind dann sind die Arten einhäusig getrenntgeschlechtig (monözisch). Der Blütenstiel ist meist mit einem „Gelenk“ unterteilt. Die vier oder meist fünf Kelchblätter sind höchsten an ihrer Basis verwachsen. Die vier oder meist fünf Kronblätter sind nur an ihrer Basis verwachsen und meist mehr oder weniger tief zweigeteilt und können genagelt sein. Es ist nur ein Kreis mit vier oder meist fünf fertilen Staubblättern vorhanden. Es sind meist Staminodien vorhanden oder es sind (Drüsen, Diskus). Manchmal sind keine Staubfäden erkennbar. Die Pollenkörner besitzen drei Aperturen und sind colporat. Die zwei bis vier Fruchtblätter sind zu einem oberständigen, meist zwei- oder drei-, selten vierkammerigen, oft behaarten Fruchtknoten verwachsen. In jeder Fruchtknotenkammer sind zwei hängende. epitrope, anatrope Samenanlagen in apikaler Plazentation vorhanden. Meist ist nur ein oberseits ästiger Griffel, seltener sind zwei bis vier Griffel vorhanden, mit minimalen Narben.
Es wird eine ein- bis viersamige, meist nicht öffnende Steinfrucht gebildet. Die Steinfrucht ist oft dicht mit kurzen, aufrechten Haaren bedeckt, die ihr ein glänzendes, beinahe goldenes Aussehen geben. Der gut entwickelte Embryo ist gerade. Selten besitzen die Samen einen Arillus.
Die Chromosomengrundzahlen betragen n = 10 oder 12.

## Verbreitung
Die Dichapetalaceae sind, mit Ausnahme von Mikronesien und Polynesien, im Flachland aller Tropengebiete auf der Nord- und Südhalbkugel verbreitet; in Afrika und Indien strahlen sie auch in subtropische Gebiete aus.

## Systematik
Die Dichapetalaceae wurden 1886 durch Henri Ernest Baillon unter dem Namen „Dichapetaleae“ in Flora Brasiliensis, 12 (1), S. 365 aufgestellt. Die namensgebende Typusgattung Dichapetalum ist die bereits 1806 von Louis Marie Aubert Du Petit-Thouars beschrieben. Synonyme für Dichapetalaceae Baill. sind: Chailletiaceae R.Br., Hirtellaceae Horan.
Die Familie Dichapetalaceae enthält nur drei Gattungen und etwa 200 bis 240 Arten:
- Dichapetalum Thouars (Syn.: Chailletia DC., Icacinopsis Roberty, Leucosia Thouars): Mit etwa 170 Arten. Sie sind oft durch Fluoressigsäure-Verbindungen (Natriumfluoracetat) sehr giftig.
  - Dichapetalum toxicarium (G.Don) Baill.: Aus Westafrika.
- Stephanopodium Poepp.: Mit etwa 14 Arten im tropischen Südamerika.[2]
- Tapura Aubl. (Syn.: Gonypetalum Ule): Mit etwa 30 Arten im tropischen Amerika und im tropischen Afrika.[2]